# باسکون
باسکون (به فرانسوی: Bascons) یک کمون (فرانسه) در فرانسه است که در canton of Grenade-sur-l'Adour واقع شده‌است. باسکون ۱۸٫۷ کیلومتر مربع مساحت دارد ۹۰ متر بالاتر از سطح دریا واقع شده‌است.